# Naigani
Naigani [na i ŋa ni]IPA je ostrov fidžijského souostroví Viti Levu. Leží osm kilometrů severozápadně od Ovalau a deset kilometrů od Tailevu Point na fidžijském hlavním ostrově Viti Levu.